# Rue Anatole-Le-Braz
 (décembre 2018).
Si vous disposez d'ouvrages ou d'articles de référence ou si vous connaissez des sites web de qualité traitant du thème abordé ici, merci de compléter l'article en donnant les références utiles à sa vérifiabilité et en les liant à la section « Notes et références ».
La rue Anatole-Le-Braz est une rue de Nantes. Elle constitue une forme remarquable de lotissement municipal de l'entre-deux-guerres.

## Situation et accès
Située dans le quartier Hauts-Pavés - Saint-Félix, la rue parcourt environ 220 m, entre les rues Paul-Bellamy (ancienne rue de Rennes) et Villebois-Mareuil. Elle présente une forme originale curviligne qui rompt avec la régularité géométrique des lotissements alentour. La disposition en courbe – contre-courbe ménage un effet de découverte à l'échelle du piéton, effet accentué par les pentes légères ménagées de part et d'autre de la rue. Aux 10 m de largeur de la voie viennent s'ajouter, de part et d'autre, 2,50 m de zone non aedificandi, où s'épanouissent de petits jardins de devant, espaces de transition entre la rue et les logements clôturés par des grilles de couleur et de dimensions identiques. Les constructions sont majoritairement individuelles hormis quelques immeubles qui restent néanmoins de proportion modeste dans leur développé de façade. La plupart sont datées des années 30 et empruntent un style Art déco.

## Origine du nom
Elle rend mémoire à l'écrivain et folkloriste de langue bretonne Anatole Le Braz. D'autres villes bretonnes (Rennes, Guingamp par exemple) ont souhaité ainsi lui rendre hommage après sa mort en 1926.

## Historique
La rue a été tracée sur un terrain humide et à la topographie tourmentée. Un ruisseau y coulait depuis la rue du Maine creusant un profond vallon. Ses eaux se mêlaient un peu plus loin à celles du Gué Moreau, rivière qui a façonné le relief du quartier, du boulevard des Américains jusqu'à l'Erdre. L'ancien lieu-dit « la Grenouille » un peu plus au Nord atteste de ce caractère de zone humide. La rue se situe en point bas (14 m d'altitude) à l'échelle du quartier avec un dénivelé négatif de 20 m par rapport à la rue des Hauts-Pavés.

Plan de prolongement de la rue du Maine (actuelle rue Le Braz)

Le début du XXe siècle voit une extension importante de la Ville de Nantes sous la forme de lotissements. Entre 1908 et 1920, la municipalité acquiert un certain nombre de parcelles, représentant un total d'un peu plus d'1,5 ha, entre les rues Paul-Bellamy, Villebois-Mareuil et Émile-Souvestre. L'objectif premier, dans la droite ligne des préoccupations hygiénistes de l'époque, est d'établir les égouts nécessaires à l'assainissement du quartier. Beaucoup des propriétaires de la rue du Maine envoient en effet dans le ruisseau leurs eaux usées. Le rapport de la direction des travaux publics de la Ville, chargée du projet indique : « le ruisseau est un véritable foyer d'infection, les immondices se déposent tout au long de son cours ».
Le coût d'acquisition des terrains s'élève à environ 320 000 francs de l'époque, le coût de réalisation du réseau d'assainissement, de terrassement et de viabilisation à 343 000 francs. La viabilisation du terrain, en vue de réaliser le lotissement, n'est pas chose aisée. Il faut assécher le sol, combler les cressonnières et le ruisseau. Le volume de remblai estimé est important : 6 000 m3. La plupart de ces remblais proviendront des terres extraites pour la construction des égouts de la route de Rennes (actuelle rue Paul-Bellamy). Le projet s'attache néanmoins à épouser la topographie des lieux. Le rapport indique en effet que prévoir une pente unique entre la rue du Maine et la rue route de Rennes aurait nécessité un remblai de 6,20 m d'épaisseur au dessus du point le plus bas du terrain, ce qui est considérable. La solution d'une double pente est donc retenue, avec une déclivité douce de 3,7 % du côté de la rue Villebois-Mareuil et de 4 % du côté de la route de Rennes.
À ces considérations techniques viennent s'adjoindre des considérations esthétiques prescrites par Étienne Coutan, alors « directeur des services des plantations, de l'esthétique urbaine et de l'architecture ». Parmi les prescriptions inscrites au cahier des charges du lotissement de 1929 s'imposant aux futurs constructeurs, figurent celles-ci : la façade des constructions sur voie publique devra être au minimum de 8 mètres, un retrait de 2,50 m par rapport à la rue devra être respecté et sera affecté à la culture de plantes décoratives, un modèle de clôture spéciale établi par la Ville de Nantes fermera chaque lot sur la voie publique. Préalablement à l'élaboration de ce cahier des charges, le débat est vif entre la direction des travaux publics et Étienne Coutan. Dans son rapport, l'ingénieur de la voirie indique : « Je crois devoir mettre en garde contre le développement des servitudes à imposer aux acquéreurs que M. Coutan paraît disposé à étendre ». Un commentaire manuscrit sibyllin renchérit sur les considérations esthétiques : « Qu'on commence par les jardins publics...».
Fin 1928, la Ville décide d'aliéner les terrains par adjudication. La démarche a peu de succès : au bout d'un an, seul un lot est attribué. Fin 1929, le Conseil Municipal décide de modifier le cahier des charges du lotissement en supprimant l'obligation de construire des hôtels isolés. Les futurs acquéreurs auront désormais la possibilité d'élever des constructions avec des murs mitoyens. Est décidé également le principe d'une cession des lots de gré à gré en permettant aux acquéreurs de proposer un découpage qui leur convienne. L'exigence d'une façade sur rue d'une largeur minimale de 8 mètres est néanmoins maintenue. Ces ajustements portent leurs fruits et l'ensemble des terrains (une trentaine) sont cédés au début des années 30. Dans les négociations avec chacun des potentiels acquéreurs, la Ville pose ses conditions sur les prix de cession et vante les atouts de ce lotissement considérant sa proximité du centre-ville, du tramway route de Rennes, considérant également les commodités qu'il offre en matière d'éclairage public, d'alimentation en eau et d'assainissement. Les acquéreurs des lots sont nantais pour la plupart, habitent déjà le quartier pour certains, et représentent la classe moyenne (capitaine, instituteur, ingénieur des travaux publics, agent de publicité...).
La rue a été baptisée par délibération du conseil municipal du 30 décembre 1929.
En 2012 un "diagnostic sensible du paysage" réalisé par des habitants du quartier signale l'intérêt paysager et patrimonial de la rue. À la suite, en 2013, la Ville de Nantes protège l'ensemble au Plan local d'urbanisme (PLU) au titre de "séquence urbaine de type 2" dont la définition est la suivante : "ensembles urbains qui forment une ambiance urbaine de qualité. Les éléments qui composent ces séquences ne sont pas systématiquement remarquables en eux-mêmes mais c’est leur répétition (gabarit, rythme, implantation et volumétrie) qui constitue l’ambiance de la ville et leur intérêt culturel, historique et paysager".

## Bâtiments remarquables et lieux de mémoire

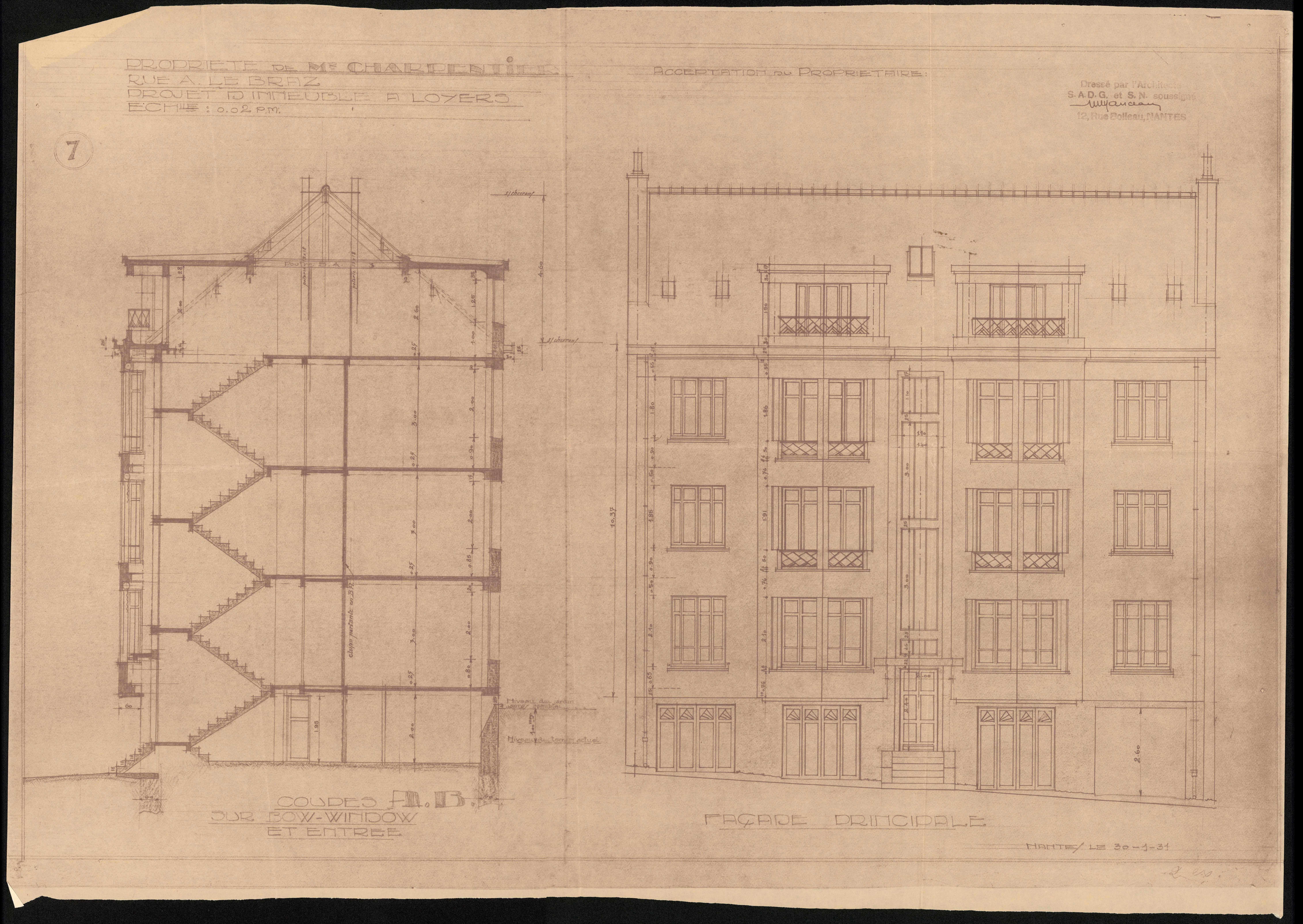
Plan de façade du 20bis rue Anatole-le-Braz (1931)

Au n° 20 bis de la rue, un petit immeuble de rapport de 9 logements est édifié à l'initiative de Georges Charpentier, industriel qui acquiert le terrain en 1930 pour un prix de 83 000 francs. D'un peu plus de 1 000 m2, il s'agit de la parcelle la plus étendue du lotissement. L'immeuble est conçu par l'architecte Manceau (1893-1962), auteur également de l’« Hôtel du château » situé place Duchesse-Anne à Nantes ou encore du marché couvert de Luçon en Vendée. Le permis de construire est obtenu en 1931. L'implantation en retrait respecte un alignement courbe qui épouse le dessin de la rue. L'écriture architecturale emprunte les codes de l'Art déco : accentuation des lignes verticales à travers notamment le dessin de la cage d'escalier en partie centrale, accentuation des lignes horizontales avec les bow-windows, loggia-terrasses au dernier niveau, le tout contribuant à souligner la géométrie de l'édifice et les effets de structure. Cependant, il s'agit ici d'un Art déco se tournant vers le Mouvement moderne : les lignes sont épurées, l'ornementation est discrète avec des motifs géométriques utilisés uniquement pour le dessin des garde-corps et de la grille d'entrée, conférant à l'ensemble une grande sobriété. La conception des logements est qualitative : trois mètres de hauteur sous plafond, chauffage central, baignoires à pieds de lions, cheminée en marbre dans le séjour, parquet en chêne.
L'architecture des maisons de la rue dévoile par ailleurs les frontons, pans coupés, ferronneries caractéristiques de l'Art déco. Celle du n°23 est également conçue par l'architecte Marcel Manceau.